# Lucie Englisch

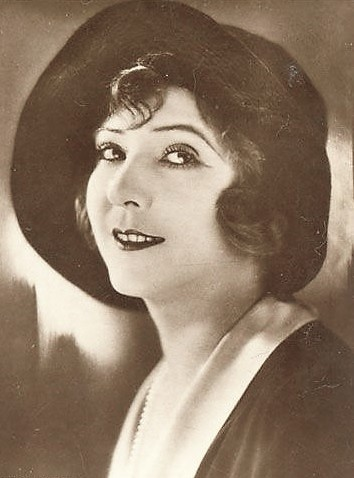
Lucie Englisch (etwa 1935), Fotografie Alexander Schmoll.

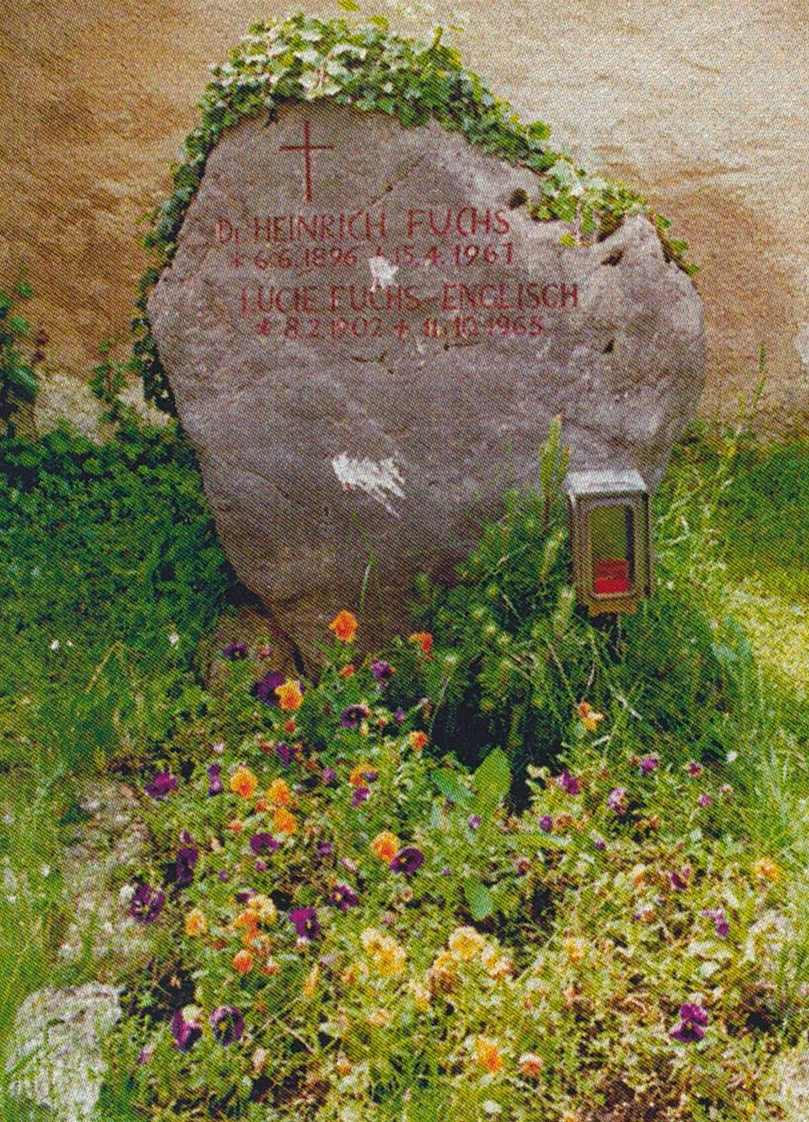
Grabstätte von Lucie Englisch

Lucie Englisch, verh. Fuchs-Englisch, (* 8. Februar 1902 in Leesdorf, Österreich-Ungarn als Aloisia Paula Englisch; † 12. Oktober oder 11. Oktober 1965 in Erlangen) war eine österreichische Schauspielerin.

## Leben und Film
Lucie Englisch, Tochter des Kaufmanns Ernst Englisch und seiner Ehefrau Theresia (geb. Huemer), statierte nach dem Tod des Vaters bereits als Schülerin am Stadttheater von Baden bei Wien, wo sie sich zunächst Luisl Englisch nannte. Sie erhielt Schauspielunterricht unter anderem bei Joseph Danegger und 1918 ein Engagement am Stadttheater Eger. Mit einem Künstlerensemble, dem unter anderem Alexander Moissi und Paul Wegener angehörten, unternahm sie eine Gastspielreise durch Rumänien.
1929 gab sie in Die Nacht gehört uns ihr Spielfilmdebüt. Zahlreiche Rollen im Film – und später im Fernsehen – folgten, wobei sie oft in Komödien in Haupt- und Buffo-Rollen zu sehen war. So spielte sie ebenso neben dem dänischen Komikerpaar Pat & Patachon (Pat und Patachon im Paradies) wie in bayerischen Komödien um Joe Stöckel und Beppo Brem (u. a. Wildwest in Oberbayern, Zwei Bayern in St. Pauli, Zwei Bayern im Urwald) und neben Heinz Erhardt in Der letzte Fußgänger. Daneben war sie in Heimatfilmen der 50er Jahre zu sehen wie Schwarzwaldmädel (mit Sonja Ziemann) und Hubertusjagd (mit Willy Fritsch). Ihre typischen Rollen waren Dienstmädchen und Zofen mit unbedarfter Einfalt und burschenhafter Chuzpe. 1961 wurde sie von Regisseur Peter Podehl in der Titelrolle des Kino-Märchenfilms Frau Holle – Das Märchen von Goldmarie und Pechmarie besetzt.
Lucie Englisch war mit dem Dramaturgen und Regisseur Heinrich Fuchs (1896–1961) verheiratet und hatte einen Sohn, den Arzt Peter Fuchs (* 1933). Sie starb am 12. oder 11. Oktober 1965 bei einem Familienbesuch an Folgen einer Lebererkrankung. Sie ruht, an der Seite ihres Mannes, auf dem Friedhof von Westerbuchberg am Chiemsee.

## Theater und Rezeption
1923 gab Englisch ihr Wiener Debüt am Stadttheater Baden. An dieser Bühne hatte sie unter anderem 1925 die Möglichkeit, neben gastierenden Schauspielern des Burgtheaters (Reimers, Bleibtreu) vollwertig zu bestehen. Es folgten Engagements an anderen Wiener Bühnen wie dem Theater in der Josefstadt, dem Lustspieltheater und dem Renaissancetheater. Von 1926 bis 1928 wirkte sie am Neuen Theater in Frankfurt am Main. Ab 1928 spielte sie an verschiedenen Berliner Bühnen wie dem Residenztheater und dem Theater in der Behrenstraße in Schwänken und Komödien. Sie stand 1944 in der Gottbegnadeten-Liste des Reichsministeriums für Volksaufklärung und Propaganda.
Lucie Englisch bediente oftmals das Rollenfach der „Salondame“ und des „Backfischs“. In damaligen Theaterkritiken wurde sie als eine der herausragendsten Theaterschauspielerinnen gewürdigt, so heißt es 1927 etwa, dass sie in Der Garten Eden, Komödie in vier Akten von Rudolf Bernauer und Rudolf Österreicher am Neuen Theater in Frankfurt am Main „einfach entzücke und man sich nach dieser erster Probe in einer größeren Rolle noch manches versprechen könne.“ Große Beachtung erhielt sie als Lotte neben Theo Lingen in dem Stück Der Frauenarzt. Ihre Schauspielkunst wurde aber auch ablehnend bewertet, so vom Kritiker Friedrich Raff, in der Inszenierung Mädel von heute des Autors Gustav Davis am Residenztheater Berlin, kritisierte man „ihr Nuscheln und dass sie kein einziges natürliches Wort über die Lippen brächte.“ Auch ihr Spiel als Colette in dem französischen Lustspiel Die Art sich zu geben am Residenztheater Berlin „wies absolut nichts von der Grazie und Lebendigkeit einer Pariserin auf“, so die Kritiker damals.

## Filmografie
- 1929: Die Nacht gehört uns
- 1929: Ruhiges Heim mit Küchenbenutzung
- 1930: Ein Walzer im Schlafcoupé
- 1930: Drei Tage Mittelarrest
- 1931: Die große Attraktion
- 1931: Keine Feier ohne Meyer
- 1931: Um eine Nasenlänge
- 1931: Der unbekannte Gast
- 1931: Reserve hat Ruh
- 1931: Mein Leopold
- 1932: Die Gräfin von Monte Christo
- 1932: Aus einer kleinen Residenz
- 1932: Ballhaus goldener Engel
- 1933: Die Unschuld vom Lande
- 1933: Die kalte Mamsell
- 1935: Ein falscher Fuffziger
- 1935: Der Kampf mit dem Drachen
- 1935: Der mutige Seefahrer
- 1935: Der ahnungslose Engel
- 1936: Der lachende Dritte
- 1936: Du kannst nicht treu sein
- 1936: Wo die Lerche singt
- 1937: Die Landstreicher
- 1937: Die verschwundene Frau
- 1937: Pat und Patachon im Paradies
- 1938: Immer, wenn ich glücklich bin
- 1938: Die unruhigen Mädchen (Finale)
- 1938: Kleines Bezirksgericht
- 1938: Unsere kleine Frau
- 1939: Der ungetreue Eckehart
- 1939: Madame Butterfly
- 1940: Weltrekord im Seitensprung
- 1941: Was geschah in dieser Nacht?
- 1941: Tanz mit dem Kaiser
- 1942: So ein Früchtchen
- 1942: Drei tolle Mädels
- 1942: Ein Zug fährt ab
- 1942: Ein Walzer mit Dir
- 1943: Fahrt ins Abenteuer
- 1944: Spiel
- 1944/50: Die Kreuzlschreiber
- 1950: Alles für die Firma
- 1950: Es liegt was in der Luft
- 1950: Der Theodor im Fußballtor
- 1950: Schwarzwaldmädel
- 1951: Wildwest in Oberbayern
- 1951: Tanz ins Glück
- 1951: Drei Kavaliere
- 1951: Durch Dick und Dünn
- 1952: Das weiße Abenteuer
- 1952: Der eingebildete Kranke
- 1952: Der Mann in der Wanne
- 1952: Mönche, Mädchen und Panduren
- 1953: Der keusche Josef
- 1953: Maske in Blau
- 1953: Die Nacht ohne Moral
- 1953: Auf der grünen Wiese
- 1953: Fiakermilli – Liebling von Wien (Die Fiakermilli)
- 1953: Tante Jutta aus Kalkutta
- 1954: Der Engel mit dem Flammenschwert
- 1954: Der treue Husar
- 1954: … und ewig bleibt die Liebe
- 1955: Die heilige Lüge
- 1955: Oh – diese „lieben“ Verwandten
- 1955: Seine Tochter ist der Peter
- 1955: Liebe ist ja nur ein Märchen
- 1956: Wo der Wildbach rauscht
- 1956: Der Jäger vom Roteck
- 1956: IA in Oberbayern
- 1956: II-A in Berlin
- 1956: Der Glockengießer von Tirol
- 1956: Johannisnacht
- 1956: Zwei Bayern in St. Pauli
- 1956: Die Magd von Heiligenblut
- 1956: Vater macht Karriere
- 1956: … wie einst Lili Marleen
- 1957: Familie Schimek
- 1957: Zwei Bayern im Urwald
- 1957: Jungfrauenkrieg
- 1957: Der Pfarrer von St. Michael
- 1957: Ober, zahlen!
- 1957: Hoch droben auf dem Berg
- 1957: Der Wilderer vom Silberwald
- 1957: Tante Wanda aus Uganda
- 1958: Hallo Taxi
- 1958: Mein Schatz ist aus Tirol
- 1958: Heiratskandidaten
- 1958: Wehe, wenn sie losgelassen
- 1958: Gräfin Mariza
- 1958: Die singenden Engel von Tirol (Sag ja, Mutti)
- 1959: Herrn Josefs letzte Liebe
- 1959: Hubertusjagd
- 1959: Peter Voss, der Held des Tages
- 1960: Der Held meiner Träume
- 1960: Der letzte Fußgänger
- 1960: Der Gauner und der liebe Gott
- 1961: Frau Holle
- 1961: Drei weiße Birken
- 1962: Zwei Bayern in Bonn
- 1962: Der Komödienstadel: Graf Schorschi
- 1963: Als ich beim Käthele im Walde war
- 1964: Der Komödienstadel: Die Entwicklungshilfe